# عثيات ذهبية
العثياب الذهبية (الاسم العلمي: Cimeliidae) (المعروفة سابقًا باسم Axiidae)، فصيلة حشرات عثية من رتبة حرشفيات الأجنحة. تحتوي على جنسان.